# Lucilla Morlacchiová
Lucilla Morlacchiová (29. dubna 1936 Milán – 13. listopadu 2014 tamtéž) byla italská herečka.
Byla absolventkou milánské herecké školy Accademia dei filodrammatici. Od roku 1956 vystupovala v Teatro Eliseo a od roku 1961 v Teatro Stabile di Genova. Často spolupracovala s milánským režisérem Francem Parentim. Známá byla také díky účinkování v televizi a rozhlase, kromě toho byla uznávanou recitátorkou poezie. Za roli ve Višňovém sadu získala cenu Premio San Genesio a ze roli ve Služkách Jeana Geneta cenu Premio Flaiano.
Její nejvýznamnější filmovou rolí byla postava Concetty ve filmu Luchina Viscontiho Gepard (1963). Tato postava inspirovala název knihy Jiřího Cieslara Concettino ohlédnutí.

## Filmografie
- I fratelli corsi
- Una storia milanese
- Il Gattopardo
- Un amore
- Stregone di città
- La bellezza del somaro